# 慣性モーメント
慣性モーメント（かんせいモーメント、英: moment of inertia）あるいは慣性能率（かんせいのうりつ）、イナーシャ I とは、物体の角運動量 L と角速度 ω との間の関係を示す量である。

## 定義
質点系がある回転軸まわりに一様な角速度ベクトル ω で回転するとき、質点系の持つ角運動量ベクトル L は次のように書ける。
{\displaystyle {\boldsymbol {L}}=\sum _{i}m_{i}({\boldsymbol {r}}_{i}\times ({\boldsymbol {\omega }}\times {\boldsymbol {r}}_{i}))=\sum _{i}m_{i}({\boldsymbol {\omega }}r_{i}^{2}-{\boldsymbol {r}}_{i}({\boldsymbol {r}}_{i}\cdot {\boldsymbol {\omega }}))}
ここでmi は i 番目の質点の質量、ri は回転軸上の原点との相対座標でありriはその大きさである。この式からわかるように、L は ω と向きは必ずしも一致しないが、ω を線形変換したものになっている。つまり、その線形変換をIとすると、
{\displaystyle {\boldsymbol {L}}={\boldsymbol {I}}{\boldsymbol {\omega }}}
と表せる。この変換 I は2階のテンソルであり、LとIの各成分は
{\displaystyle {\begin{aligned}L_{j}&=\sum _{k=1}^{3}I_{jk}\omega _{k}\\I_{jk}&=\sum _{i}m_{i}\left(r_{i}^{2}\delta _{jk}-r_{i,j}r_{i,k}\right)\end{aligned}}}
という形に表される。ここに δjk はクロネッカーのデルタ、ri, j はベクトル ri の j 成分である。I を行列表示すると
{\displaystyle {\boldsymbol {I}}=\sum _{i}{\begin{pmatrix}m_{i}(r_{i}^{2}-x_{i}^{2})&-m_{i}x_{i}y_{i}&-m_{i}x_{i}z_{i}\\-m_{i}y_{i}x_{i}&m_{i}(r_{i}^{2}-y_{i}^{2})&-m_{i}y_{i}z_{i}\\-m_{i}z_{i}x_{i}&-m_{i}z_{i}y_{i}&m_{i}(r_{i}^{2}-z_{i}^{2})\end{pmatrix}}}
となる。この定義から I は対称テンソルである。この2階のテンソル I を慣性モーメントテンソル、または簡単に慣性テンソルと呼ぶ。また、慣性テンソルの対角成分 Ixx、Iyy、Izz を（それぞれ x、 y、 z 軸に関する）慣性モーメント係数（英: moment of inertia coefficient）と呼び、
Ixy、Iyz、Izx は 慣性乗積（英: products of inertia）と呼ぶ。
なお、質量分布が連続的に広がっている場合には、その物体の慣性テンソルは密度 ρ を用いて
{\displaystyle I_{jk}=\int \rho ({\boldsymbol {x}})\left(|{\boldsymbol {x}}|^{2}\delta _{jk}-x_{j}x_{k}\right)d^{3}x}
となる。

### ある軸まわりの慣性モーメント
物体をある回転軸まわりに回転させたとき、ωと同じ向きをもつ単位ベクトルnをもちいると、回転軸にそった角運動量成分は次のように与えられる。
{\displaystyle {\boldsymbol {n}}\cdot {\boldsymbol {L}}={\boldsymbol {n}}\cdot ({\boldsymbol {I}}\omega {\boldsymbol {n}})={\boldsymbol {n}}\cdot ({\boldsymbol {I}}{\boldsymbol {n}})\omega \equiv I\omega }
ここで、ω = |ω|は角速度の大きさである。
ここに与えられたスカラー量 {\displaystyle I={\boldsymbol {n}}\cdot ({\boldsymbol {I}}{\boldsymbol {n}})=\sum _{i}m_{i}(r_{i}^{2}-({\boldsymbol {r}}_{i}\cdot {\boldsymbol {n}})^{2})} をその軸まわりの慣性モーメントと呼ぶ。

### 慣性主軸と主慣性モーメント
慣性テンソル行列は実対称行列なので、適当な直交座標系 { e1, e2, e3 } を選ぶことで対角化（すなわち Ixy = Iyz = Izx = 0 と）することができ、そのときの座標軸を慣性主軸、慣性モーメント { I1, I2, I3 } を主慣性モーメントと呼ぶ。慣性主軸座標系では角運動量は
{\displaystyle {\begin{pmatrix}L_{1}\\L_{2}\\L_{3}\end{pmatrix}}={\begin{pmatrix}I_{1}&0&0\\0&I_{2}&0\\0&0&I_{3}\end{pmatrix}}{\begin{pmatrix}\omega _{1}\\\omega _{2}\\\omega _{3}\end{pmatrix}}}
と単純に表すことができる。

## 計算例

### 棒の両端の質量
重さの無視できる長さ L の棒の両端に、質量 m 、M の物体がくっついたものを考える。棒の適当な位置に回転の中心となる点を定め、そこから両端までの腕の長さをそれぞれ a、L - a とする。このとき、中心に対する慣性モーメント I は、
{\displaystyle I=ma^{2}+M(L-a)^{2}=(m+M)\left(a-{\frac {M}{m+M}}L\right)^{2}+{\frac {mM}{m+M}}L^{2}}
と、計算される。この式から分かるように、慣性モーメントは、中心（回転軸）のとり方によってその値が変わる。中心として系の重心をとったとき、慣性モーメントは最小となる。すなわちもっとも回しやすい。

### 円板
半径 a 、全質量 M の、一様な密度 ρ = M / πa2 をもつ円板の、中心軸まわりの慣性モーメントは
{\displaystyle I={\frac {1}{2}}a^{2}M}
となる。
これは中心から半径 r 、幅 dr << r のリングの質量 dM を考えると
{\displaystyle \mathrm {d} M=2\pi r\rho \mathrm {d} r}
より、このリングの慣性モーメント dI が
{\displaystyle \mathrm {d} I=r^{2}\mathrm {d} M=2\pi \rho r^{3}\mathrm {d} r}
だから
{\displaystyle I=\int _{0}^{a}\mathrm {d} I=2\pi \rho \int _{0}^{a}r^{3}\mathrm {d} r={\frac {1}{2}}\rho \pi a^{4}}
より求めることができる。

### リング状円板
円板外半径 a 、くり抜き内半径 b 、全質量 M のリング状円板では、前出の dI を用いて
{\displaystyle I=\int _{b}^{a}\mathrm {d} I=2\pi \rho {\frac {1}{4}}(a^{4}-b^{4})={\frac {1}{2}}\pi \rho (a^{2}-b^{2})(a^{2}+b^{2})={\frac {1}{2}}(a^{2}+b^{2})M}
となる。

## 性質
一般に、剛体の慣性モーメントは、剛体の質量に比例し、質量が軸から遠くに分布しているほど大きくなる。
また、回転軸が重心を通るとき慣性モーメントは最小値 IG をとり、軸が重心から距離 h だけ離れている場合、その軸の周りの慣性モーメント Ih は
{\displaystyle I_{h}=I_{\mathrm {G} }+Mh^{2}}
となる。
慣性テンソル I の物体が角速度 ω で回転しているとき、その回転に伴う運動エネルギー T は
{\displaystyle T={\frac {1}{2}}\sum _{jk}I_{jk}\omega _{j}\omega _{k}}
と表示できる。

## 関連する物理量
回転半径
慣性モーメント I は物体の質量 M に比例するから、
{\displaystyle I=M\kappa ^{2}}
と書くことができる。この κ は長さの次元を持ち、回転半径と呼ばれる。
はずみ車効果
慣性モーメントと同じ意味を持つ物理量として、直径 D を用いて定義されるはずみ車効果 GD2 がある。
- 重力単位系では、剛体の重量 G[kgf] と直径 D[m] を用いた量 GD2 をはずみ車効果と呼び、単位は [kgf m2] である。慣性モーメント I とは次元が異なり、GD2 = 4gI で換算する（g は重力加速度）。
- 国際単位系では、剛体の質量 G[kg]と直径 D[m] を用いた量 GD2 をはずみ車効果と呼び、単位は [kg m2] である。慣性モーメント I と、GD2 = 4I で換算する。

## 応用
工学での応用として、回転軸に慣性モーメントの大きい回転体を取り付けた装置をフライホイール（はずみ車）という。これは、回転速度の急激な変化を抑止したり、回転によるエネルギーを保存する目的で使用される。